# نانسی کسبام
نانسی لندون کسبام بیکر (به انگلیسی: Nancy Landon Kassebaum Baker) سناتور سابق عضو حزب جمهوری‌خواه ایالات متحده آمریکا بود. وی در سال ۱۹۷۸ تا ۱۹۹۷ میلادی سناتور ایالت کانزاس در سنای ایالات متحده آمریکا بود.